# Glaciar Murchison
El glaciar Murchison es un glaciar con una longitud de 18 kilómetros (11,2 mi) que se encuentra en el Parque Nacional Aoraki / Monte Cook en la Isla Sur de Nueva Zelanda. Ubicado al este de la cordillera Malte Brun y al oeste de la cordillera Liebig, en lo alto de los Alpes del Sur, fluye desde el Tasman Saddle, a 2435 m, principalmente hacia el suroeste hasta unos 1110 m. El río Murchison, cuya agua proviene del derretimiento glaciar, fluye bajo el glaciar Tasman, de mayor tamaño, hacia el sur. 
El glaciar Murchison se llama asi por Roderick Murchison, uno de los fundadores de la Royal Geographical Society . 